# 佩埃特 (愛達荷州)
佩埃特（英語：Payette）是一個位於美國愛達荷州佩埃特縣的城市。根據2010年美國人口普查，該地人口為7433人，而該地的面積約為10.21平方千米。同時該地也是佩埃特縣的縣治。

## 地理
佩埃特的座標為44°04′31″N 116°55′48″W / 44.07528°N 116.93000°W，而該地的平均海拔高度為655米（即2149英尺）。